# John Reid (auteur)
Pour les articles homonymes, voir John Reid et Reid.
John Reid (né en 1968) est un juge et scénariste de bande dessinée néerlandais.
Il est surtout connu pour avoir créé en 1993 avec ses amis d'université Jean-Marc van Tol et Bastiaan Geleijnse la série de comic strip humoristique Fokke & Sukke (en), publiée depuis 1999 dans le quotidien NRC Handelsblad, ainsi que d'autres publications néerlandaises et internationales.
Depuis 2016, il présente l'émission De Rijdende Rechter (nl) sur la chaîne de télévision publique KRO-NCRV.

## Récompense
- 2003 : Prix Stripschap, pour l'ensemble de son œuvre (avec Jean-Marc van Tol et Bastiaan Geleijnse)